# Регресс (право)
Регресс — обратное требование о возмещении уплаченной суммы, предъявляется одним физическим или юридическим лицом к другому обязанному лицу .

## Регрессный иск
Регрессный иск — в гражданском праве требование кредитора о возврате денежной суммы, которую он уплатил третьему лицу по вине должника. Особенности применения регрессного иска в России регулируются в Гражданском кодексе РФ.

## Регресс в законодательстве РФ
В российском гражданском праве регрессное требование возникает у одного из солидарных должников, исполнившего обязательство за остальных солидарных должников, и предполагает право требовать у остальных должников возмещения того, что он за них исполнил.
Также лицо, возместившее вред, причинённый другим лицом, имеет право требования к этому лицу в размере выплаченной суммы. В российском праве регресс следует отличать от суброгации (ст. 965 ГКРФ).
Перечень оснований для возникновения регрессного требования, установленный статьёй 1081 Гражданского кодекса Российской Федерации, является открытым. В частности, регрессное требование, связанное с возмещённым вредом, возникает:
- если работодатель возмещает вред, причинённый его работником;
- если страховщик в рамках договора ОСАГО выплачивает возмещение за страхователя или иное лицо, причинившее вред в состоянии алкогольного опьянения, или не имевшее права управления транспортным средством, или скрывшееся с места ДТП и иных подобных случаях, указанных в законе;
- если страховщик в рамках социального страхования возмещает вред, причинённый другим лицом;
- если владелец источника повышенной опасности возместил вред, причинённый лицом, им управлявшим.

Гражданское законодательство содержит нормы, связанные с регрессными требованиями, вытекающими из обязательственных правоотношений, например:
- Ст. 147 ГК предусматривает, что в случае удовлетворения требования законного владельца ценной бумаги об исполнении удостоверенного ею обязательства одним или несколькими лицами из числа обязавшихся до него по ценной бумаге они приобретают право обратного требования (регресса) к остальным лицам, обязавшимся по ценной бумаге.
- Ст. 200 ГК устанавливает, что по регрессным обязательствам течение исковой давности начинается с момента исполнения основного обязательства.
- Ст. 313 ГК устанавливает, что к третьему лицу, исполнившему обязательство должника, переходят права кредитора по этому обязательству (данный случай не является регрессом, а является цессией в силу закона).
- Ст. 325 ГК устанавливает, что если иное не вытекает из отношений между солидарными должниками, должник, исполнивший солидарную обязанность, имеет право регрессного требования к остальным должникам в равных долях за вычетом доли, падающей на него самого.
- В ст. 366 ГК содержится норма о том, что должник, исполнивший обязательство, обеспеченное поручительством, обязан немедленно известить об этом поручителя. В противном случае поручитель, в свою очередь исполнивший обязательство, вправе взыскать с кредитора неосновательно полученное либо предъявить регрессное требование к должнику.
- Ст. 379 ГК определяет, что право гаранта потребовать от принципала в порядке регресса возмещения сумм, уплаченных бенефициару по банковской гарантии, определяется соглашением гаранта с принципалом, во исполнение которого была выдана гарантия.
- В ст. 382 ГК установлено, что правила о переходе прав кредитора к другому лицу не применяются к регрессным требованиям. (Устарело).
- В ст. 399 ГК установлено, что лицо, несущее субсидиарную ответственность, должно до удовлетворения требования, предъявленного ему кредитором, предупредить об этом основного должника, а если к такому лицу предъявлен иск, — привлечь основного должника к участию в деле. В противном случае основной должник имеет право выдвинуть против регрессного требования лица, отвечающего субсидиарно, возражения, которые он имел против кредитора.

## Ограниченное право регресса

### Английское право
Заем может быть предоставлен с ограниченным правом регресса. В этом случае при непогашении займа право требования кредитора к заемщику будет ограничено правами на активы, предложенные в качестве обеспечения. При аресте или реализации актива, средств полученных от продажи которого недостаточно для погашения всей суммы задолженности, кредитор не имеет права предъявлять иные требования к заемщику.
Ограниченное право регресса используется при сделках проектного финансирования. Оно может быть постоянным или перейти в задолженность с неограниченным регрессом.

### Российское право
Законодательством РФ ограниченное право регресса не признается, и заемщик обязан погашать остаток задолженности в полном объеме. 